# 莫斯巴赫河 (烏爾夫特河支流)
50°34′54″N 6°27′24″E / 50.5816°N 6.4567°E

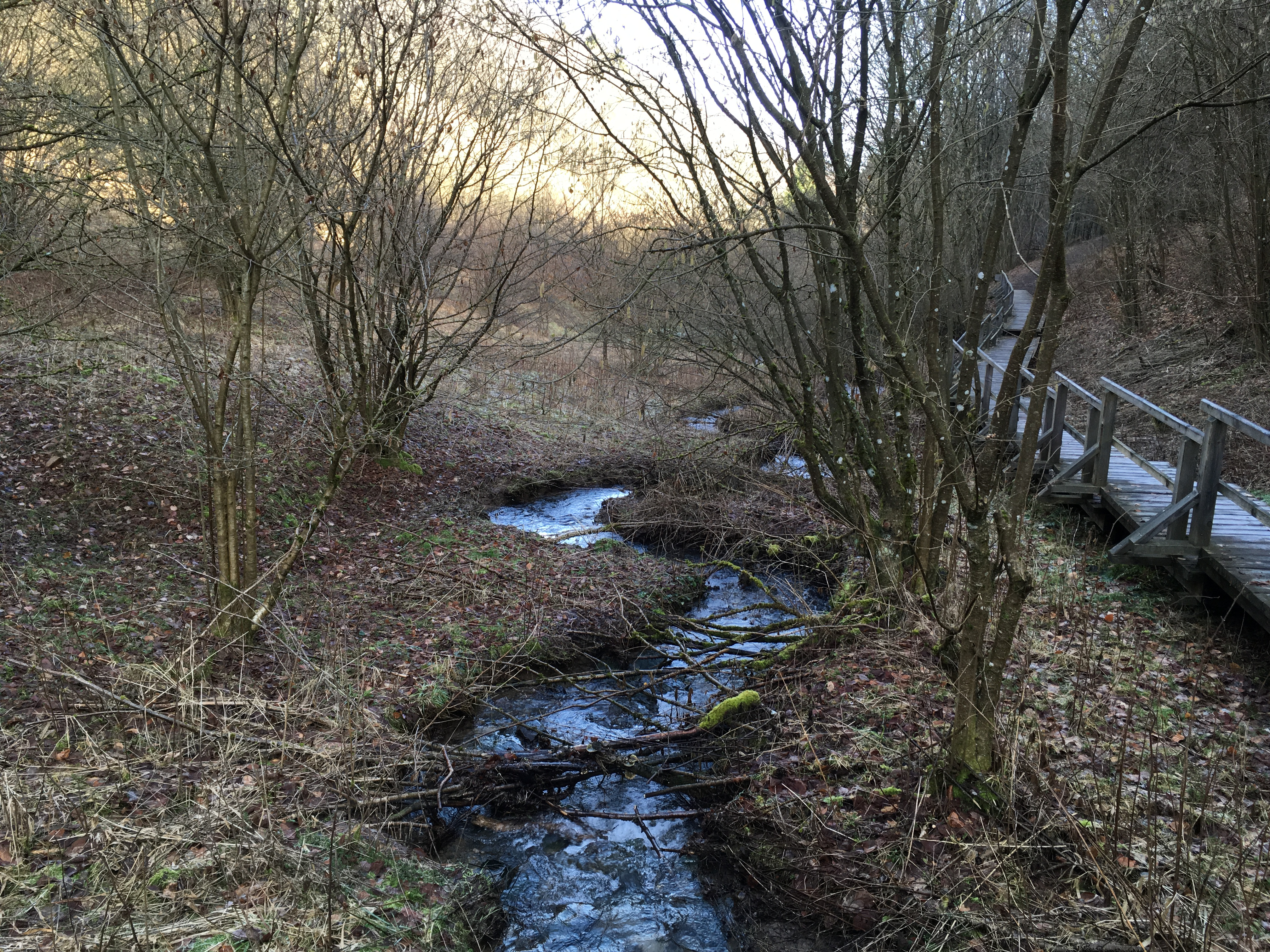

莫斯巴赫河（德語：Morsbach），是德國的河流，位於該國西部，處於北萊茵-威斯特法倫州，屬於烏爾夫特河的右支流，河道全長2.3公里，流域面積2.1平方公里。